# تشارلي ماسون
تشارلي ماسون (بالإنجليزية: Charlie Mason)‏ (13 أبريل 1863 بإنجلترا في المملكة المتحدة - 3 فبراير 1941) هو لاعب كرة قدم بريطاني (وحمل سابقاً جنسية المملكة المتحدة لبريطانيا العظمى وأيرلندا) في مركز الظهير. شارك مع منتخب إنجلترا لكرة القدم. أما مع النوادي، فقد لعب مع وولفرهامبتون واندررز.

## وصلات خارجية
- تشارلي ماسون على موقع ناشيونال فوتبول تيمز (الإنجليزية)